# Milorci

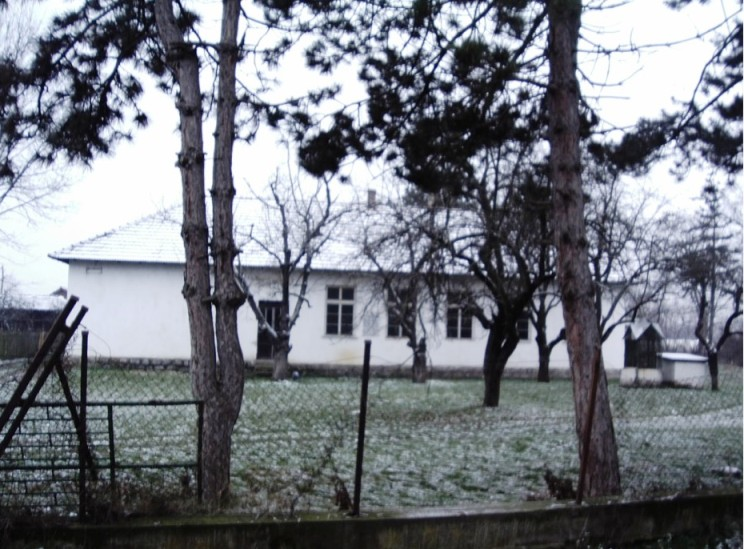
School in Milorci

Milorci (Servisch cyrillisch Милорци) is een plaats in de Servische gemeente Ub. De plaats telt 407 inwoners (2002).